# Guitera-les-Bains
Guitera-les-Bains (korsisch Vuttera; italienisch Guitera) ist eine französische Gemeinde mit 157 Einwohnern (Stand: 1. Januar 2022) im Département Corse-du-Sud auf der Mittelmeerinsel Korsika. Sie gehört zum Arrondissement Ajaccio und zum Kanton Taravo-Ornano. Die Bewohner nennen sich Guitérais und Guitéraises.
Guitera-les-Bains grenzt im Norden an Bastelica, im Nordosten an Tasso, im Südosten an Zicavo, im Süden an Corrano, im Südwesten an Zévaco und im Westen an Frasseto.

## Bevölkerungsentwicklung
| Jahr      | 1962 | 1968 | 1975 | 1982 | 1990 | 1999 | 2008 | 2012 | 2020 |
| --------- | ---- | ---- | ---- | ---- | ---- | ---- | ---- | ---- | ---- |
| Einwohner | 177  | 157  | 148  | 134  | 81   | 97   | 113  | 129  | 152  |